# Place de la Banque
La place de la Banque (polonais : Plac Bankowy) est l'une des plus grandes places de Varsovie. Elle est située dans le quartier Śródmieście (Centre-ville). Elle est adjacente au jardin de Saxe et à l'arsenal royal de Varsovie.
La place est située entre Aleja Solidarności (avenue Solidarité) et les rues Senatorska et Elektoralna.